# Lyoubanichta
Lyoubanichta (en macédonien Љубаништа) est un village du sud-ouest de la Macédoine du Nord, situé dans la municipalité d'Ohrid. Le village comptait 171 habitants en 2002.

## Démographie
Lors du recensement de 2002, le village comptait :
- Macédoniens : 169
- Turcs : 1
- Autres : 1